# Eine Nacht (Lied)
Eine Nacht ist ein Schlager, der von Dieter Bohlen geschrieben wurde. Ramon Roselly gewann 2020 mit seiner Interpretation des Titels die 17. Staffel der Castingshow Deutschland sucht den Superstar.

## Hintergrund
Ende März kündigte Bohlen an, er werde nach zwei Jahren wieder den Gewinnertitel von DSDS schreiben. Hierbei werde er sowohl die Musik als auch den Text schreiben. Den Titel produzierte er mit Joachim Mezei. Dieser war auch für den Mix verantwortlich. Der Begleitgesang stammt von Christoph Leis-Bendorff.

## Veröffentlichung
Die Erstveröffentlichung erfolgte am 3. April 2020 als Download und Musikstreaming durch Electrola, einem Sublabel der Universal Music Group. Der Titel wurde erstmals in der Finalshow der 17. Staffel von DSDS am 4. April 2020 live vorgetragen, hierbei in den Interpretationen von Chiara D’Amico und Ramon Roselly. Die Versionen von Paulina Wagner und Joshua Tappe wurden nicht gezeigt, da sie bereits in den Runden zuvor ausgeschieden waren.
Eine Coverversion, die von Randolph Rose gesungen wurde, erschien im Mai 2020. Der Titel wurde von Peter Werba und Kelly Fischl produziert.

## Inhaltliches
Eine Nacht ist je nach Sänger anders arrangiert worden. Die Versionen der Kandidaten Roselly, D’Amico und Wagner sind im Stil von Schlagern geprägt. Das Intro besteht lediglich aus einem „Oh-oh-oh“-Chor. Danach folgt die erste Strophe und der Refrain. Anschließend kommt ein Post-Refrain, daraufhin die zweite Strophe und erneut der Refrain. Der Titel enthält mehrere Rückungen, am markantesten am Schluss während des letzten Post-Chorus. So wird in der Fassung von Roselly beispielsweise der letzte Teil in cis-Moll zu seiner Subdominante fortgeschrieben, anstatt wie vorher von h-Moll zu e-Moll.
Die Version von Joshua Tappe unterscheidet sich deutlich von den drei anderen Versionen und ist elektrolastiger. Textlich ist das Lied nahezu identisch, lediglich die Zeile „Alles macht jetzt Sinn“ wird als Intro verwendet. Der Chor ist dagegen nicht mehr vorhanden. Außerdem ist sein Titel etwas kürzer: er dauert 3:22 Minuten; die anderen Versionen liegen zwischen 3:31 und 3:32 Minuten.

## Auszeichnung
Beim Jahresvoting von Schlager.de belegte das Lied Rang eins in der Kategorie „Bester Hit 2020“.

### Charts und Chartplatzierungen

#### Version von Ramon Roselly
Eine Nacht erreichte in der Version von Roselly die Chartspitze der deutschen Singlecharts und wurde für Bohlen als Autor der 23. Nummer-eins-Hit, womit er seinen Rekord als Autor mit den meisten Nummer-eins-Hits in Deutschland ausbaute. Nach einer Woche an der Chartspitze fiel das Stück in der zweiten Chartwoche zurück auf Position 43. In den Konservativ Pop Airplaycharts erreichte die Single ebenfalls für mehrere Wochen die Chartspitze. 2020 belegte das Lied die Chartspitze der Konservativ Pop Airplay-Jahrescharts.
| ChartsChartplatzierungen | Höchstplatzierung | Wochen |
| ------------------------ | ----------------- | ------ |
| Deutschland (GfK)        | 1 (2 Wo.)         | 2      |
| Österreich (Ö3)          | 9 (1 Wo.)         | 1      |
| Schweiz (IFPI)           | 5 (1 Wo.)         | 1      |

#### Version von Chiara D’Amico
| ChartsChartplatzierungen | Höchstplatzierung | Wochen |
| ------------------------ | ----------------- | ------ |
| Deutschland (GfK)        | 55 (1 Wo.)        | 1      |
| Schweiz (IFPI)           | 67 (1 Wo.)        | 1      |